# Andy Linden (Schauspieler)
Andy Linden (unbekanntes Geburtsjahr) ist ein britischer Schauspieler und Komiker. 
Linden wuchs in Tottenham auf und begann in den 1980er-Jahren, in der alternativen Comedyszene von London aufzutreten. Im Jahr 1988 erfolgten erste Auftritte in Fernsehserien, bislang ist er in annähernd 100 Film- und Fernsehproduktionen aufgetreten (Stand November 2024). Dabei spielt er üblicherweise Nebenrollen. International bekannt wurde er vor allem für seine Darstellung des Mundungus Fletcher in dem Kinofilm Harry Potter und die Heiligtümer des Todes: Teil 1, bei dem David Yates Regie führte. Linden hatte bereits 1996 mit Yates bei dem Kurzfilm Punch zusammengearbeitet.

## Filmografie (Auswahl)
- 1988: The Management (Fernsehserie, 6 Folgen)
- 1988–1993: Hale & Pace (Fernsehserie, 5 Folgen)
- 1991–2009: The Bill (Fernsehserie, 7 Folgen)
- 1995: Agatha Christie’s Poirot (Fernsehserie, Folge 6x02)
- 1995: Fünf Freunde (The Famous Five, Fernsehserie, Folge 1x05 Five Fall Into Adventure)
- 1996: Lord of Misrule (Fernsehfilm)
- 1996: Punch (Kurzfilm)
- 1998: Love Is the Devil
- 2000: Take a Girl Like You (Miniserie, Folge 1x02)
- 2001: Lucky Break – Rein oder raus (Lucky Break)
- 2001: From Hell
- 2002: Heartbeat (Fernsehserie, Folge 11x13)
- 2002: The Visitor
- 2003: Mord auf Seite eins (State of Play, Miniserie, Folge 1x03)
- 2005: The Business
- 2005: Oliver Twist
- 2005: Bleak House (Miniserie, Folge 1x01)
- 2006: All in the Game (Fernsehfilm)
- 2007: Rom (Rome, Fernsehserie, Folge 2x04)
- 2007: Footsoldier (Rise of the Footsoldier)
- 2008: New Tricks – Die Krimispezialisten (New Tricks, Fernsehserie, Folge 5x01)
- 2008: Rock N Rolla
- 2008: Das Geheimnis der Mondprinzessin (The Secret of Moonacre)
- 2008: Merlin – Die neuen Abenteuer (Merlin, Fernsehserie, Folge 1x02 Ein Ritter spielt falsch)
- 2009: Being Danny’s Dire (Fernsehfilm)
- 2010: Harry Potter und die Heiligtümer des Todes – Teil 1 (Harry Potter and the Deathly Hallows – Part 1)
- 2010: Law & Order: UK (Fernsehserie, Folge 4x04)
- 2011: Ghosted – Albtraum hinter Gittern (Ghosted)
- 2012–2013: Stella (Fernsehserie, 6 Folgen)
- 2013–2017: Count Arthur Strong (Fernsehserie, 20 Folgen)
- 2014: Robot Overlords – Herrschaft der Maschinen (Robot Overlords)
- 2015: Return of the Footsoldier
- 2016: Die Musketiere (The Musketeers, Fernsehserie, Folge 3x0')
- 2017: Trendy
- 2023: Silo (Fernsehserie, Folge 1x03)
- 2023: Doctors (Fernsehserie, Folge 24x90)